# Condado de Cartayna
El condado de Cartayna es un título nobiliario español creado por el rey Alfonso XIII en favor de Luisa de Pedro y de Urbano, sobre un antiguo señorío de sus antepasados, los marqueses de San José, mediante real decreto del 6 de febrero de 1905 y despacho expedido el 8 de abril del mismo año.

## Condes de Cartayna
|                           | Titular                    | Periodo                   |
| Creación por Alfonso XIII | Creación por Alfonso XIII  | Creación por Alfonso XIII |
| ------------------------- | -------------------------- | ------------------------- |
| I                         | Luisa de Pedro y de Urbano | 1905-1933                 |
| II                        | Javier Iturralde de Pedro  | 1935/51-2004              |
| III                       | Javier Iturralde Lind      | 2005-hoy                  |

## Historia de los condes de Cartayna
- Luisa de Pedro y Urbano (m. Madrid, 18 de febrero de 1933), I condesa de Cartayna,[1] y VI marquesa de Benemejís de Sistallo, grande de España.[3] Era hija de Leopoldo de Pedro y Nash, V marqués de Benemejís de Sistallo, grande de España,[3] y de Josefa de Urbano y Retes.[4]

Soltera. Sin descendientes. En 1935 le sucedió su sobrino nieto, hijo de Javier Iturralde y Ribed y su esposa María de la Blanca de Pedro y Barreda, VII marquesa de Benemejís de Sistallo, grande de España, II marquesa de Torralba, y XII marquesa de Robledo de Chavela, quien fuera hija de la hermana del primer titular, María Aurora de Pedro y Urbano, y de su esposo Juan Bascón y Gómez-Quintero:
- Javier Iturralde de Pedro (n. Alza, Guipúzcoa, 5 de septiembre de 1921), II conde de Cartayna.[1]

Casó con Helena Lind Bjorn. El 20 de octubre de 2005, previa orden del 22 de junio (BOE del 15 de julio), le sucedió su hijo:
- Javier Iturralde Lind, III conde de Cartayna.[7]